# Bodelwyddan
Bodelwyddan est une petite ville et une communauté du Denbighshire, au pays de Galles.

## Géographie
Bodelwyddan est située dans le nord-ouest du Denbighshire, à la frontière du borough de comté de Conwy. Il se trouve à 5 km à l'ouest de la cité de St Asaph et à 8 km au sud du port de Rhyl. La route A55 (en) traverse la communauté d'est en ouest en contournant le village par le sud.

## Politique
Pour les élections locales, la communauté de Bodelwyddan forme un ward (district électoral) qui élit un des 48 membres du conseil de comté du Denbighshire (en). Lors des élections locales de 2022, le conseiller sortant de Bodelwyddan, le travailliste Raj Metri, est réélu.
Pour les élections à la Chambre des communes, Bodelwyddan appartient à la circonscription de Clwyd North depuis les élections générales de 2024.
Pour les élections au Parlement gallois, Bodelwyddan est rattachée à la circonscription de Vale of Clwyd.

## Démographie
Au recensement de 2011, la communauté de Bodelwyddan comptait 2 147 habitants.
| 1901 | 1911 | 1921 | 1931 |
| ---- | ---- | ---- | ---- |
| 287  | 353  | 880  | 514  |

| 1951  | 1961  | 1971  | 1981 |
| ----- | ----- | ----- | ---- |
| 2 385 | 1 751 | 1 637 | ?    |

| 1991 | 2001 | 2011  | - |
| ---- | ---- | ----- | - |
| ?    | ?    | 2 147 | - |

## Culture locale et patrimoine

### Lieux et monuments
La communauté de Bodelwyddan comprend plus de soixante monuments classés, parmi lesquels le château de Bodelwyddan et l'église Sainte-Marguerite (en).

### Personnalités liées
Plusieurs sportifs sont nés à Bodelwyddan :
- la double championne olympique de taekwondo Jade Jones en 1993 ;
- le joueur de cricket Phil Salt (en) en 1996 ;
- le footballeur Dylan Levitt en 2000.